# Bahnhof Hamburg Rübenkamp
Der Bahnhof Hamburg Rübenkamp, in Verkehrsplänen auch mit dem Zusatz City Nord versehen, ist ein Haltepunkt der S-Bahn Hamburg in Barmbek-Nord.

## Lage

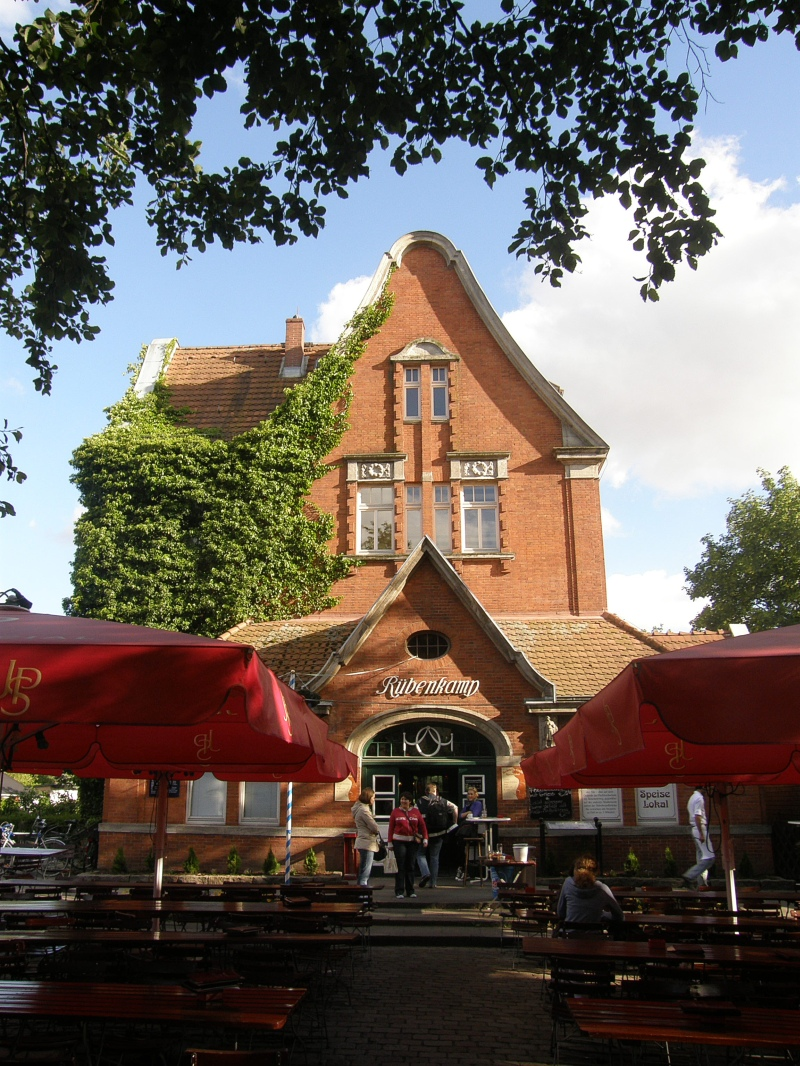
Bahnhofsgebäude

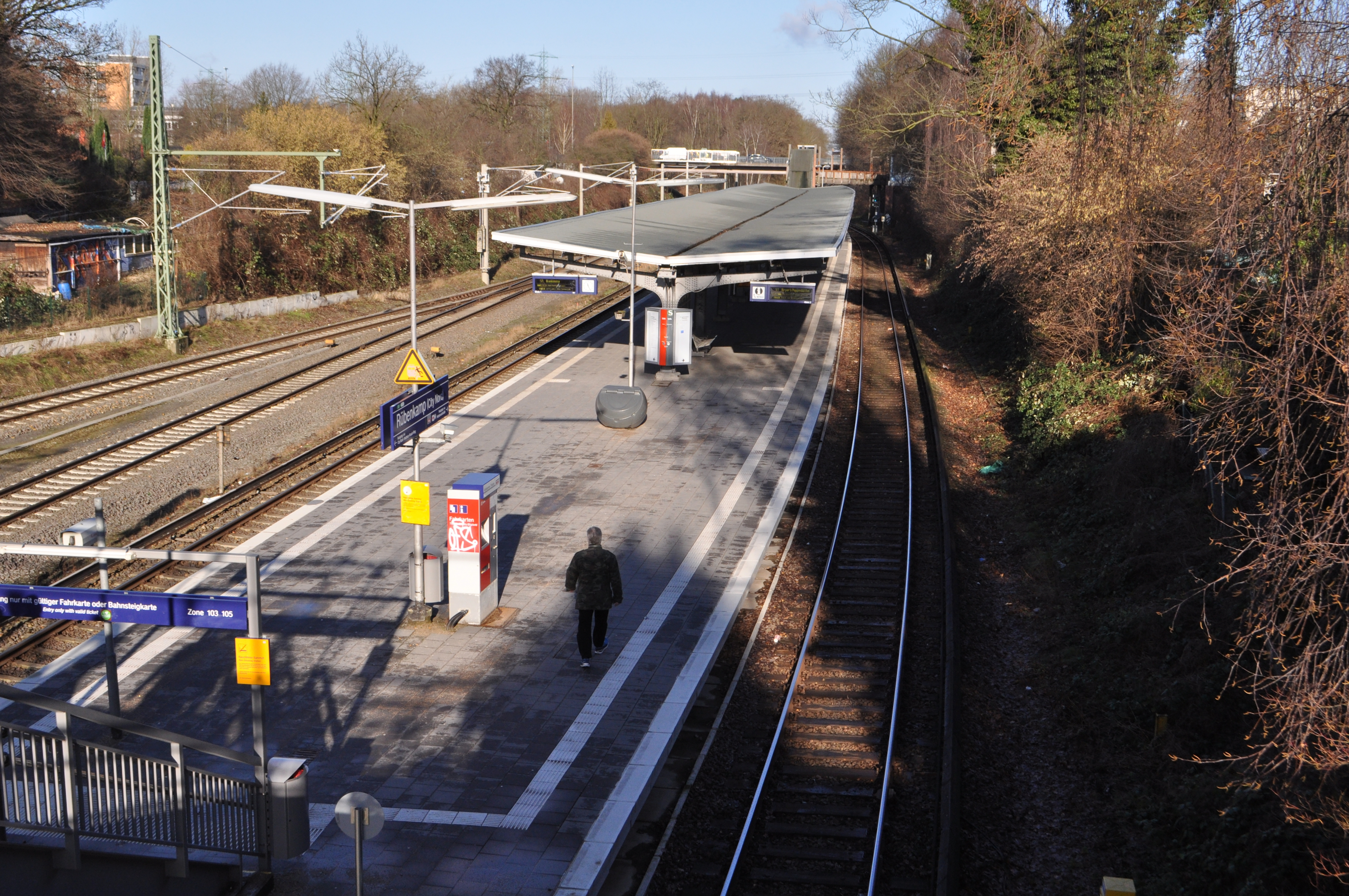
Der Mittelbahnsteig

Der Bahnhof befindet sich östlich der City Nord in Barmbek-Nord. Der Zugang zum Bahnsteig ist über Brücken von der Hebebrandstraße und dem Rübenkamp im Norden sowie dem Rübenkamp und Dakarweg im Süden möglich. Die postalische Anschrift des ehemaligen Bahnhofsgebäudes lautet Rübenkamp 227.

## Geschichte
Bei Inbetriebnahme der Hamburg-Altonaer Stadt- und Vorortbahn 1906 war auf dem Streckenabschnitt zwischen dem Hauptbahnhof und dem Bahnhof Ohlsdorf kein Halt an dieser Stelle vorgesehen. Der Ende 1913 eröffnete Bahnhof wurde mit dem Ziel erbaut, das gleichzeitig errichtete Barmbeker Krankenhaus anzubinden. Der Zugang zu dem in Nord-Süd-Richtung gelegenen Bahnsteig erfolgte nördlich durch das östlich gelegene Bahnhofsgebäude über eine überdachte Brücke und südlich über eine weitere Brücke, die ebenfalls nach Osten führte.
In den 1970er Jahren wurde die Südbrücke durch einen Steg ersetzt, der nun nur nach Westen führte. Somit sollte die Anbindung der Bürogebäude in der City Nord verbessert werden. Die Nordbrücke wurde kurz vor dem Verkauf des Bahnhofsgebäudes Anfang der 1980er Jahre größtenteils abgerissen. Als Ersatz wurde ein Holzsteg erbaut, der am Bahnhofsgebäude vorbeiführt.
Zwischen 2010 und 2012 wurde der nördliche Zugang zum Bahnhof durch Nachrüstung eines Aufzuges barrierefrei umgebaut.

## Bahnhofsgebäude
Nach den Umbaumaßnahmen in den 1980er Jahren sollte das nicht mehr benötigte Gebäude abgerissen werden. 1984 erwarb ein Verein das 1987 unter Denkmalschutz gestellte Bauwerk. Heute werden die Räumlichkeiten für Veranstaltungen genutzt. Zudem befindet sich hier ein Restaurant mit Biergarten.

## Ausstattung
Der Bahnhof verfügt über einen überdachten Mittelbahnsteig und einen Aufzug am nördlichen Ende. Die nächste Bushaltestelle befindet sich an der Hebebrandstraße.

## Betrieb
Der Bahnhof wird von Zügen der Linie S1 der Hamburger S-Bahn bedient.
| Linie | Verlauf |
| ----- | --- |
| S 1   | Wedel – Rissen – Sülldorf – Iserbrook – Blankenese – Hochkamp – Klein Flottbek – Othmarschen – Bahrenfeld – Ottensen – Altona – Königstraße – Reeperbahn – Landungsbrücken – Stadthausbrücke – Jungfernstieg – Hauptbahnhof – Berliner Tor – Landwehr – Hasselbrook – Wandsbeker Chaussee – Friedrichsberg – Barmbek – Alte Wöhr (Stadtpark) – Rübenkamp – Ohlsdorf \ Streckenast Poppenbüttel – Kornweg (Klein Borstel) – Hoheneichen – Wellingsbüttel – Poppenbüttel / Streckenast Flughafen – Hamburg Airport (Flughafen) |

Des Weiteren wird der S-Bahnhof Rübenkamp von folgenden Buslinien angefahren:
- 20 S Rübenkamp – City Nord – Winterhude – Eppendorf – Hoheluft – Eimsbüttel – Bf. Altona
- 26 U Alsterdorf – City Nord – S Rübenkamp – Steilshoop – Bramfeld – U Farmsen – Bf. Rahlstedt
- 28 Groß Borstel – City Nord – U Alsterdorf – S Rübenkamp – AK Barmbek – Dulsberg – U Wandsbek Markt
- 118 U Fuhlsbüttel – U Alsterdorf – City Nord – S Rübenkamp – Steilshoop – Bramfeld – U Wandsbek-Gartenstadt